# Кріс Крафт
Крістофер «Кріс» Крафт (англ. Christopher Craft; 17 листопада 1939, Портлевен, Корнуолл — 20 лютого 2021, Ессекс) — британський автогонщик, участник чемпіонату світу з автогонок у класі Формула-1 (1971).

## Життєпис
Крістофер Крафт народився 17 листопада 1939 року в місті Портлевен у Корнуоллі. Дебютував в автогонках у 1962 році на автомобілі Ford Anglia, до кінця 1960-х років брав участь в гонках серійних автомобілів. 1967 року стартував у Формула-3, наступного року дебютував в гонках спортивних автомобілів. 1971 року вперше взяв участь в гонці «24 години Ле-Мана» та стартував у північноамериканських етапах чемпіонату світу «Формула-1» (в Канаді не стартував у гонці через поломку двигуна у кваліфікації, а в США зламав підвіску автомобіля й зійшов у середині гонки). У 1972—1975 роках брав участь у гонках Формула-5000, пізніше повернувся в гонки серійних автомобілів, а також продовжував стартувати в Ле-Мані (найкращий результат — 3 місце 1976 року на автомобілі Lola T380). Завершив гоночную кар'єру в середині 1980-х років.

## Результати гонок в Формула-1
| Рік  | Команда  | Шасі         | Двигун      | 1   | 2   | 3   | 4   | 5   | 6   | 7   | 8   | 9   | 10     | 11       | Поз. | Залікові бали |
| ---- | -------- | ------------ | ----------- | --- | --- | --- | --- | --- | --- | --- | --- | --- | ------ | -------- | ---- | ------------- |
| 1971 | Евергрін | Brabham BT33 | Cosworth V8 | ПІА | ІСП | МОН | НІД | ФРА | ВЕЛ | НІМ | АВТ | ІТА | КАН НС | США Схід | —    | 0             |